# ایست دوور (ورمانت)
ایست دوور (به انگلیسی: East Dover) یک منطقهٔ مسکونی در ایالات متحده آمریکا است که در شهرستان ویندهام، ورمانت واقع شده است. ایست دوور ۳۴۱٫۰۸ متر بالاتر از سطح دریا قرار دارد.